# Grüningen
Grüningen je obec v kantonu Curych ve Švýcarsku. Žije zde přibližně 3 400 obyvatel.

## Geografie
Obec leží na severovýchodním svahu masivu Pfannenstiel v údolní nivě Curyšské vysočiny, kterou protínají mírné kopce, mezi Pfannenstielem a Bachtelem. Nejvyšším bodem obce, která se průměrně nachází ve výšce asi 500 m n. m., je návrší Schlüssberg (554 m n. m.), nejnižším bodem je místo s nadmořskou výškou 453 m n. m., kde potok Aabach opouští území obce směrem na Gossau a zároveň mění jméno na Grüningerbach.
Sousedními obcemi jsou po směru hodinových ručiček, počínaje na severu: Gossau ZH, Bubikon, Hombrechtikon, Oetwil am See a Egg.

## Historie

Letecký pohled (1923)

Ve Strangenholzu byl objeven mohylový hrob z doby halštatské. Na základě nálezové situace a písemných zmínek, mimo jiné o Itzikonu (připomínán roku 837 jako Izinheimo) a Binzikonu (zmíněn roku 854 jako willa Pinuzzinhovun), je osídlení území obce v 8. století považováno za doložené.
Přesný vznik obce není znám. Na městský charakter poukazují následující doklady: v letech 1256/1261 se hovoří o hradu nebo opevněném sídle (castrum resp. castellum), roku 1261 o rychtářích z Grüningenu, roku 1284 o opevněném městě (castrum seu oppidum), roku 1296 o občanovi z Grüningenu. Roku 1337 bylo zmíněno městské soudnictví, roku 1416 tržní právo (trh s dobytkem a zbožím, od roku 1621 také trh s obilím). Pravděpodobně měli na vzniku městečka zásadní vliv svobodní páni z Regensbergu. Ti roku 1260 osvobodili klášter Rüti od daňových povinností v Grüningenu, což naznačuje regensberskou svrchovanost nad městečkem. Roku 1269 koupil klášter St. Gallen Grüningen zpět od Regensbergů. Roku 1279 jsou úřad a městečko Grüningen doloženy jako habsburský majetek. Následovalo několik zástav, mimo jiné roku 1331 pánům z Landenberg-Greifensee, roku 1374 Gesslerům z Meienbergu. Roku 1408 prodali bratři Hermann a Wilhelm Gessler zástavu městu Curych, které hrad, městečko a úřad Grüningen začlenilo do svého územního státu.
Městečko se skládalo kromě hradu, postaveného před rokem 1229, z předhradí odděleného příkopem, tedy z městečka v užším smyslu. Severní hradba, řada šesti domů, tvoří dosud zachovalou siluetu, jinak byla městská hradba s branou téměř úplně zbořena. Městská zástavba zahrnovala mimo jiné Starou kancelář (sídlo zemského písaře), soudní budovu zemského úřadu Grüningen, desátkovou sýpku postavenou roku 1552, tržní a řemeslnickou čtvrť „Chratz“, městskou kašnu a mimo město šibenici a hlavní jámu. Kostel vznikl ze zámecké kaple postavené roku 1396 a roku 1610 byl povýšen na farní kostel. Farář byl ustanoven až po dokončení fary roku 1678 curyšskou vládou (roku 1682 patronát rodiny Schmid z Kemptenu, roku 1811 odkoupen kantonem Curych). Město zažilo několik požárů, například kolem roku 1383, 1551 a 1685. Roku 1970 zničil velký požár kostel a části hradu (rekonstruováno roku 1977). Roku 1954, ještě před stavebním tlakem hospodářského rozmachu, vydal Grüningen ochranné nařízení pro městečko. Roku 1976 byla obec oceněna Wakkerovou cenou za příkladnou památkovou a krajinnou péči.

## Obyvatelstvo
| Vývoj počtu obyvatel | Vývoj počtu obyvatel | Vývoj počtu obyvatel | Vývoj počtu obyvatel | Vývoj počtu obyvatel | Vývoj počtu obyvatel | Vývoj počtu obyvatel | Vývoj počtu obyvatel | Vývoj počtu obyvatel | Vývoj počtu obyvatel | Vývoj počtu obyvatel | Vývoj počtu obyvatel |
| -------------------- | -------------------- | -------------------- | -------------------- | -------------------- | -------------------- | -------------------- | -------------------- | -------------------- | -------------------- | -------------------- | -------------------- |
| Rok                  | 1634                 | 1739                 | 1850                 | 1900                 | 1950                 | 2000                 | 2005                 | 2010                 | 2015                 | 2020                 | 2022                 |
| Počet obyvatel       | 674                  | 1040                 | 1695                 | 1207                 | 1450                 | 2811                 | 2799                 | 3165                 | 3358                 | 3715                 | 3825                 |

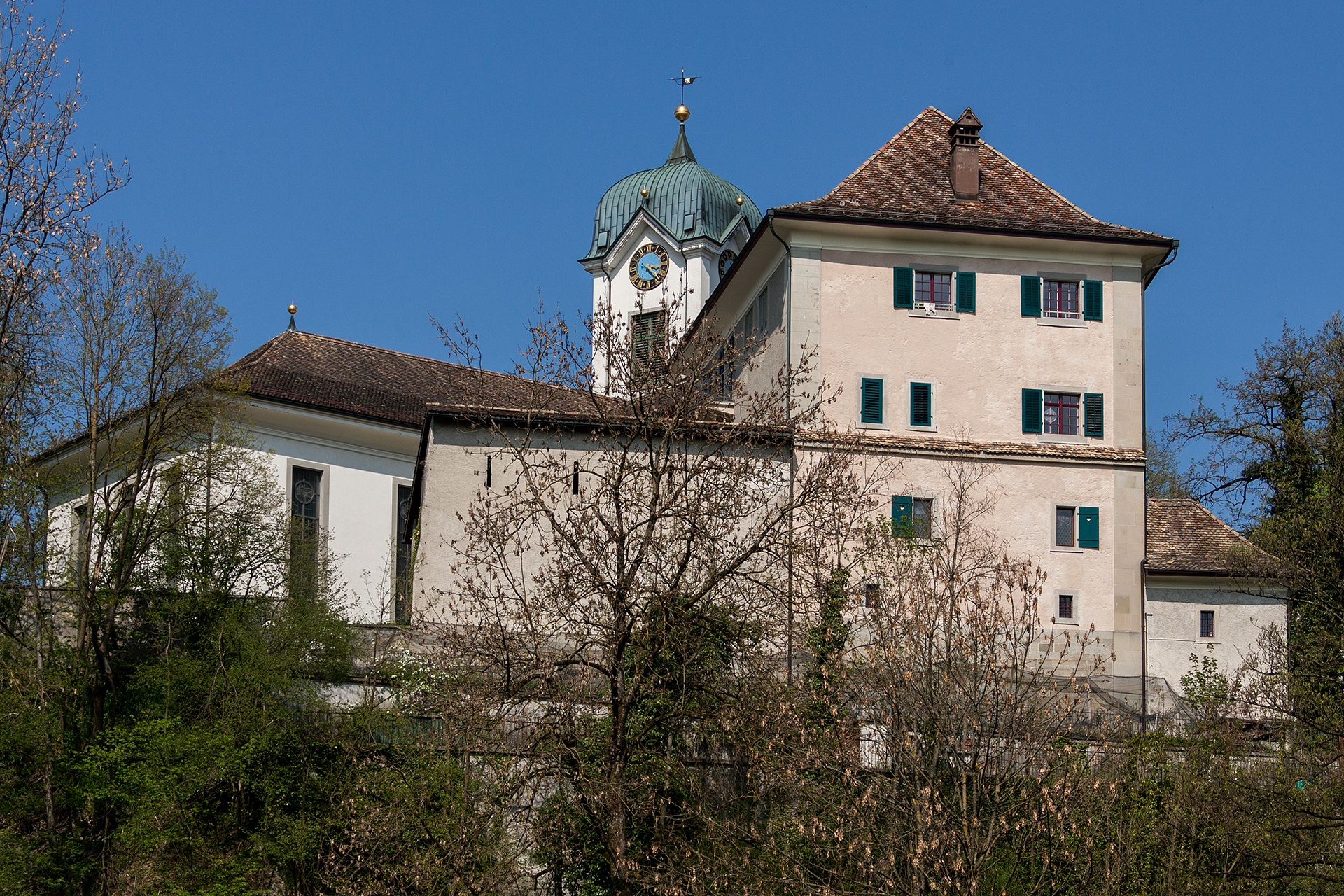
Zámek a kostel

V roce 2022 patřilo 40,57 % populace k evangelické reformované církvi a 20,31 % k římskokatolické církvi. 39,11 % obyvatel mělo jinou nebo žádnou konfesní příslušnost.

## Hospodářství a doprava

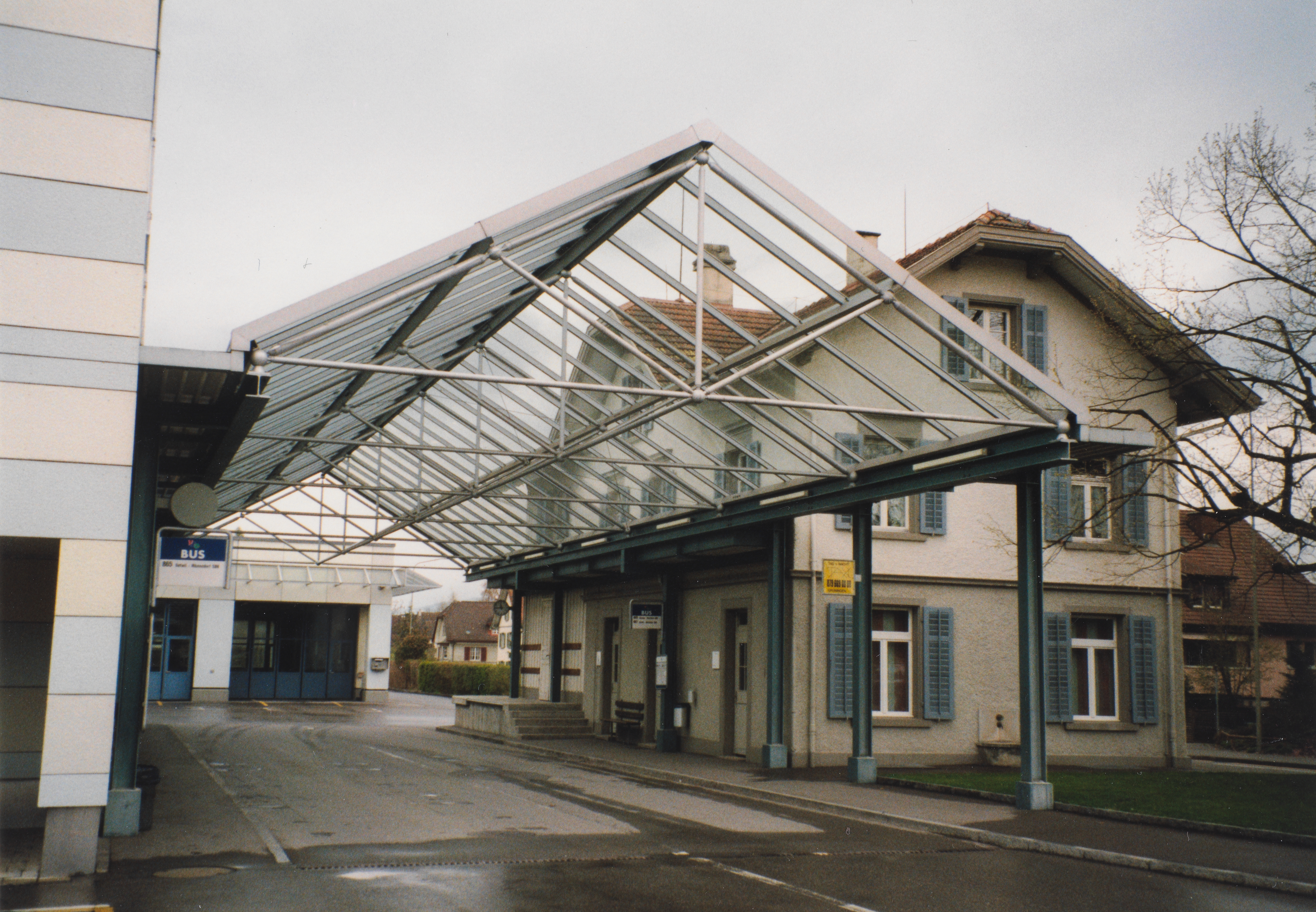
Bývalá železniční stanice, dnes autobusová zastávka

Před městem vznikla hospodářská stavení, která byla v rámci osidlovacího hnutí v první polovině 19. století přeměněna na zemědělské usedlosti. Roku 1836 bylo v zemědělství zaměstnáno asi 300 osob, 200 osob v tkalcovství bavlny a hedvábí a 112 osob v řemeslech. Průmyslový rozvoj prakticky nenastal. V důsledku stagnace byla roku 1831 okresní správa přesunuta do Hinwilu. Roku 1836 existoval dostavník z Curychu, roku 1858 ze Stäfy do Grüningenu. V letech 1903–1950 existovala tramvajová dráha Wetzikon–Meilen, od roku 1950 jezdí do obce autobusy dopravního svazu Verkehrsbetriebe des Zürcher Oberlands. Vydáním stavebního a územního plánu roku 1960 začal růst vesnických částí obce. Tomu odpovídá i změna struktury zaměstnanosti; v roce 2000 pracovala v primárním sektoru už jen asi dvacetina výdělečně činných.
Grüningen je dobře propojen vedlejšími silnicemi v rámci Curyšské vysočiny: na východě s Dürntenem a Bubikonem až po Esslingen a Mönchaltorf na západě, a na jihu s Oetwilem am See a Hombrechtikonem až po Gossau a Wetzikon na severu. Silnice do Ottikonu (Gossau) zajišťuje napojení u výjezdu č. 8 Ottikon na rychlostní silnici Forchautobahn A52, stejně tak spojení do Gossau ke sjezdu č. 7 Oetwil am See.

## Osobnosti
- Konrád Grebel (1498–1527), humanistický učenec a průkopník anabaptismu